# Bojan Ropret
Bojan Ropret, slovenski kolesar, * 17. avgust 1957, Kranj.
Ropret je za Jugoslavijo nastopil na Poletnih olimpijskih igrah 1976 v Montrealu, Poletnih olimpijskih igrah 1980 v Moskvi ter Poletnih olimpijskih igrah 1984 v Los Angelesu. V Montrealu je nastopil v zasledovalni vožnji na štiri kilometre in v kvalifikacijski skupini osvojil 22. mesto. V Moskvi je nastopil na cestni dirki, kjer je odstopil ter na kronometru na 100 km, kjer je osvojil osmo mesto. V Los Angelesu je bil v cestni dirki sedmi, na kronometru na 100 km pa deveti. Več kot 30 krat je bil državni prvak. Leta 1980 je zmagal na Dirki po Jugoslaviji. Leta 1982 je osvojil naslov prvaka na državnem prvenstvu Jugoslavije v cestni dirki, leta 1977 pa je bil drugi. V letih 1976 in 1979 je zmagal na dirki Jadranska magistrala, leta 1977 na dirki Alpe–Adria, leta 1978 na dirki Po poteh AVNOJ–a, leta 1981 pa na Dirki po Srbiji.